# Diócesis de Agboville
La diócesis de Agboville (en latín: Dioecesis Agbovillensis y en francés: Diocèse d'Agboville) es una circunscripción eclesiástica de la Iglesia católica en Costa de Marfil. Se trata de una diócesis latina, sufragánea de la arquidiócesis de Abiyán. Desde el 14 de octubre de 2006 su obispo es Alexis Touably Youlo.

## Territorio y organización
La diócesis tiene 11 811 km² y extiende su jurisdicción sobre los fieles católicos de rito latino residentes en los departamentos de Agboville, Tiassalé (ambos en la región de Agnéby-Tiassa) y Adzopé (en la región de La Mé) del distrito de Lagunes.
La sede de la diócesis se encuentra en la ciudad de Agboville, en donde se halla la Catedral de San Juan María Vianney.
En 2022 en la diócesis existían 50 parroquias.

## Historia
La diócesis fue erigida el 14 de octubre de 2006 mediante la bula Vigili cum cura del papa Benedicto XVI, obteniendo el territorio de la parte norte de la diócesis de Yopougon.

## Estadísticas
Según el Anuario Pontificio 2023 la diócesis tenía a fines de 2022 un total de 779 650 fieles bautizados.
| Año                                                                             | Población            | Población | Población      | Sacerdotes | Sacerdotes    | Sacerdotes    | Bautizados por sacerdote | Diáconos permanentes | Religiosos | Religiosos | Parroquias |
| Año                                                                             | Bautizados católicos | Total     | % de católicos | Total      | Clero secular | Clero regular | Bautizados por sacerdote | Diáconos permanentes | Varones    | Mujeres    | Parroquias |
| ------------------------------------------------------------------------------- | -------------------- | --------- | -------------- | ---------- | ------------- | ------------- | ------------------------ | -------------------- | ---------- | ---------- | ---------- |
| 2006                                                                            | 400 000              | 800 256   | 50.0           | 31         | 30            | 1             | 12 903                   |                      | 1          | 14         | 21         |
| 2012                                                                            | 449 000              | 910 000   | 49.3           | 59         | 54            | 5             | 7610                     |                      | 10         | 26         | 30         |
| 2015                                                                            | 584 642              | 999 795   | 58.5           | 72         | 66            | 6             | 8120                     |                      | 16         | 40         | 39         |
| 2018                                                                            | 707 426              | 1 118 795 | 63.2           | 81         | 70            | 11            | 8733                     | 1                    | 15         | 13         | 44         |
| 2020                                                                            | 744 260              | 1 118 795 | 66.5           | 122        | 90            | 32            | 6100                     | 1                    | 32         |            | 47         |
| 2022                                                                            | 779 650              | 1 172 490 | 66.5           | 121        | 97            | 24            | 6443                     | 1                    | 24         | 56         | 50         |
| Fuente: Catholic-Hierarchy, que a su vez toma los datos del Anuario Pontificio. |                      |           |                |            |               |               |                          |                      |            |            |            |

## Episcopologio
- Alexis Touably Youlo, desde el 14 de octubre de 2006